# نبرد غول‌ها
نبرد غول‌ها فیلمی به کارگردانی و نویسندگی رضا بیک ایمانوردی محصول سال ۱۳۴۴ است.

## خلاصه داستان
دو باند از تبهکاران با فعالیت‌های خرابکاری وسیعشان پلیس را به ستوه آورده‌اند...

## بازیگران
- رضا بیک ایمانوردی
- سهیلا
- سمیرا
- ساکو
- یداله شیراندامی
- عباس مهردادیان
- یدالله محمدی‌نژاد
- فیروز
- صنعان کیانی
- علی باباخانی
- مازوجی
- مرتضی حدیقی
- حسن رضایی
- رفیع مددکار
- سپیده
- نادر خلیلی
- عادل
- پیران
- قاسم‌زاده
- سیروس شاندرمنی